# Іван Монивидович
Іва́н (Івашко) Мониви́дович (лит. Jonas Manvydas; бл. 1400 — 1458 або перед березнем 1459) — боярин Великого князівства Литовського з роду Монивидовичів, маршалок дворний великого князя литовського Свидригайла (1438), намісник подільський та крем'янецький староста (1437—1438), воєвода троцький (1443—1458) та віленський (1458).

## Життєпис
Вперше згаданий у документах за 1420 рік, потім — постійно від 1429 року. Належав до групи литовських вельмож-автономістів. У 1431 році був свідком укладення перемир'я Свидригайла з тевтонцями, укладеного в Скірстимоні; у 1433 році Свидригайло послав його до хана Улу-Махмета з проханням надати військову допомогу у війні з Короною та Сигізмундом Кейстутовичем. У 1434 році: втримав Київ для Свидригайла; був гарантом договору Свидригайла з вельможами Галичини, в якому Ольгердович зобов'язувався бути вірним Польщі та королю, і зрікався по смерті своїх маєтностей на користь Корони. Підтримував його до 1438 року.
У 1440 році у Литві належав до табору противників Свидригайла. Під час конфлікту між Короною та Великим князівством за Волинь, Поділля разом з іншими литвинами повернув герб Леліва, отриманий батьком у 1413 році; через деякий час знову ним користувався. У 1448 році був одним з представників Литви на спільному польсько-литовському з'їзді в Любліні.
Разом з іншими литовськими вельможами, поряд з Іваном Гаштольдом, домагався постійного перебування Казимира Ягеллончика у Вільні або доручення правити осібному князю. Через це вступив у ризиковані перемовини проти Корони Польської з Сід-Ахметом[джерело?] (1452—1453 роки), шукав підтримки у тевтонців (1453 року). Виступив проти надання посади великого князя Радзивіллу Остиковичу в 1453 році, потім — князю Семену Олельковичу.
Мав синів Войцеха і Яна та дочок Ядвігу (дружину Олехна Судимонтовича) і Софію Анну (дружину Миколи Радзивілловича).

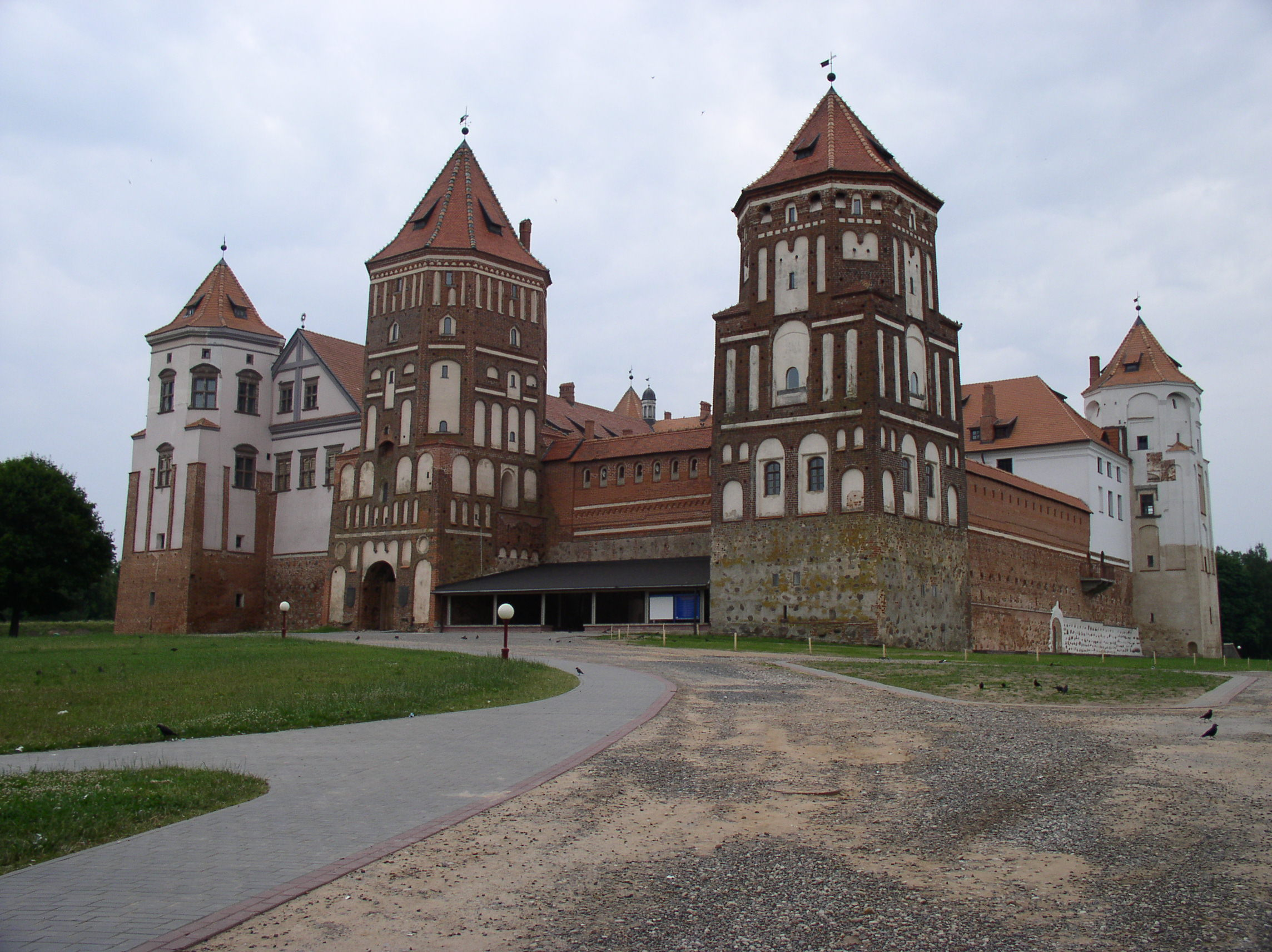
Мірський замок, 2005

До батьківських володінь: Жупрани, Брагин, Горволь та Любеч — додав отримані від великого князя литовського Казимира IV Амнішево, Воложин і Долгиново в Мінському повіті. У 1451 році, після смерті двоюрідного брата Петра Сеньки Гедигольдовича, отримав у власність Мір.